# 友誼至上
友誼至上（Fellowship，前稱Walsburgs Pride。2001年10月21日出生），是一匹在紐西蘭出生，在紐西蘭及香港有出賽經驗的純種競賽馬匹。主要勝出賽事包括董事盃、香港一哩錦標預賽及國慶盃。

### 紐西蘭
Walsburgs Pride在紐西蘭出賽三次，均在城鎮級馬場上陣。在特德高一場處女馬賽跑第四後，運往特里巴作賽，勝出處女馬賽後，相隔17天勝出一場76分讓磅賽。之後運往香港。

### 香港

#### 2006-07年馬季
友誼至上在2005-06年馬季已經運到香港，評分為73分。一直受到訓練，直到2007年2月25日才在香港處子上陣，出戰三班1400米賽事，當時以1分21秒4優秀時間勝出賽事，並擊敗日後造出沙田馬場1400米場地紀錄保持者零用錢。3月25日出戰第一班1400米賽事，由於有再領風騷前領馬作領放，步速非常快，結果以1分21秒1完成，取得兩連勝。
原定友誼至上角逐4月29日舉行的第二班1600米賽事，不過因為受傷被馬會勒令退出。相隔一個月後出戰二班1400米賽事，但在該賽事中，雖然一早在末段望空後上發力，但是後上平平，只得第九而回。

#### 2007-08年馬季
10月14日角逐第二班1600米賽事，但是比賽時馬匹有搶口情況，導致大敗，只得第十一名。11月3日樂聲盃賽事表現回復，憑後上取得第三。
11月25日練馬師安排馬匹出賽一班1800米，在該場賽事直路一早望空，後上反應良好，不過未能超越率先突圍的厚利多奪亞。相隔兩個月後角逐一班1600米賽事，但只得跑第四名而回。2月24日一班1800米賽事中，友誼至上在末段取得領先優先，以馬頭位之差擊敗香港打吡大賽亞軍喜聚寶勝出。
3月24日友誼至上首次角逐分級賽精英碟，被捧為次熱門，馬匹在直路上取得前列位置，但是不敵做出1分46秒3班際紀錄時間的牛精財星奪亞。相隔接近兩個月角逐一班亞洲電視盃，但未能追上時尚風采屈居亞軍。6月8日角逐一班1800米賽事，負重磅上陣，在直路率先帶出，最後力抗真叻仔來犯勝出。

#### 2008-09年馬季
10月1日友誼至上勝出國慶盃，首次在分級賽勝出。之後被練馬師安排出戰一哩更短的賽事。原定友誼至上準備角逐香港一哩錦標，但是在12月2日試閘過後，獸醫發現氣管內有血，練馬師只好讓牠退出賽事。休息一個多月後在2009年1月1日角逐三級賽華商會挑戰盃，需負最重磅出賽，在直路上受到威武雄獅及牛精財星影響下失蹄，未能發揮全力後上，只能跑第八而回。
1月24日首次一級賽董事盃，在被馬迷看淡的情況下，成為了64倍冷門馬，但是馬匹走勢強勁，一度迫近好爸爸，但最後被仍被對手帶離，屈居亞軍。3月15日角逐女皇銀禧紀念盃奪得季軍。相隔一個出戰主席錦標，在被看好的情況下，僅不敵香港打吡大賽第五馬匹再豐裕屈居亞軍。
4月26日出戰冠軍一哩賽，在偏軟跑道上表現平平，全程沒有一段能夠跟上前列馬參與競逐，只能跑第十而回。跑完這場賽事後，練馬師讓馬匹作出長休。

#### 2009-10年馬季
10月1日出戰三級賽國慶盃，由見習騎師梁家俊策騎，採用後上戰術，追勢甚勁，但是以鼻位之差被再領風騷擊敗。接著參戰三級賽沙田錦標，仍為賽事的熱門之一。但是由於後上時跟上好爸爸之後，令馬匹一度被困，無法找到空位後上，結果只得第六，鞍上人梁家俊因控制馬匹走位不明智而被問話。11月22日角逐香港一哩錦標預賽，最後直路超越勝眼光及步步穩，以接近一個馬位之差勝出。其後在香港一哩錦標，沿途守在好位，在直路曾一度佔先，最後被好爸爸及鳥語花香超越跑第三。
2010年1月31日角逐董事盃，為賽事的半冷門，在直路後上，並取得領先優勢，沿途壓過自由好及好爸爸勝出，首次勝出香港一級賽。在女皇銀禧紀念盃與大熱門鳥語花香單挑，最後僅僅以短身位戰賽。在冠軍一哩賽的試閘一度傳出流鼻血，但是由於呼吸管道沒有異樣，應為試閘時擦傷，因此不視作流鼻血。在賽事當日，僅僅未能超越領前的步步穩而奪得亞軍。賽後參加安田紀念賽，只得一席不甚威脅的第九。

#### 2010-11年馬季
友誼至上在國際盃跑第四，然後角逐沙田錦標，在最後有機會爭上名，可惜最後一步馬頭向上，僅僅以馬鼻負於金獅威將跑第四。接著在馬會一哩錦標中，改用跟前跑法，結果只能以第十一名完成賽事。接著在香港一哩錦標以同樣跑法角逐，結果乏力而回。接著在董事盃用回後上跑法，但只能以第九名完成。在女皇銀禧紀念盃仍然未有改進，以第九名完成。友誼至上在冠軍一哩賽列後後備，未能補上，於精英盃復出，結果以第八名完成。

## 詳細賽績
| 日期       | 馬場   | 距離   | 級別 | 賽事名稱          | 負重（磅） | 騎師       | 名次/出馬 | 時間    | 頭馬距離 | 冠軍（亞軍）     |
| ---------- | ------ | ------ | ---- | ----------------- | ---------- | ---------- | --------- | ------- | -------- | ---------------- |
| 29/1/2006  | 特德高 | 草1200 |      | 三歲處女馬賽      | 56公斤     | C Treymane | 4/9       | 1:11.94 | 1-1/4    | Janashiga        |
| 1/3/2006   | 特里巴 | 草1400 |      | 三歲處女馬賽      | 56.5公斤   | C Treymane | 1/12      | 1:23.23 | 3/4      | （Southernriff） |
| 18/3/2006  | 特里巴 | 草1600 |      | 76分讓磅賽        | 56.5公斤   | C Lammas   | 1/11      | 1:37.02 | 1-3/4    | （Sardonyx）     |
| 25/2/2007  | 沙田   | 草1400 |      | 第三班讓賽        | 127        | 杜利萊     | 1/14      | 1:21.6  | 2-1/4    | （零用錢）       |
| 25/3/2007  | 沙田   | 草1400 |      | 第一班讓賽        | 113        | 高雅志     | 1/14      | 1:21.1  | 1/2      | （大富之星）     |
| 17/6/2007  | 沙田   | 草1400 |      | 第二班讓賽        | 128        | 柏寶       | 9/14      | 1:23.0  | 4-3/4    | 時尚風采         |
| 14/10/2007 | 沙田   | 草1600 |      | 第二班讓賽        | 124        | 杜利萊     | 11/12     | 1:36.3  | 10-1/4   | 大腦             |
| 3/11/2007  | 沙田   | 草1600 |      | 樂聲盃（1班）     | 114        | 冼文諾     | 3/14      | 1:34.6  | 2        | 企業精神         |
| 25/11/2007 | 沙田   | 草1800 |      | 第一班讓賽        | 122        | 杜利萊     | 2/14      | 1:47.6  | 1/2      | 厚利多           |
| 20/1/2008  | 沙田   | 草1600 |      | 第一班讓賽        | 116        | 薄奇能     | 4/8       | 1:34.4  | 頸位     | 開心多多         |
| 24/2/2008  | 沙田   | 草1600 |      | 第二班讓賽        | 129        | 韋達       | 1/14      | 1:50.1  | 一頭位   | （喜聚寶）       |
| 24/3/2008  | 沙田   | 草1800 | HKG3 | 精英碟            | 119        | 白德民     | 2/11      | 1:46.8  | 2-3/4    | 牛精財星         |
| 18/5/2008  | 沙田   | 草1600 |      | 亞洲電視盃（1班） | 116        | 韋達       | 2/12      | 1:34.6  | 3/4      | 時尚風采         |
| 8/6/2008   | 沙田   | 草1600 |      | 第一班讓賽        | 132        | 潘頓       | 1/14      | 1:49.2  | 1/2      | （真叻仔）       |
| 1/10/2008  | 沙田   | 草1400 | HKG3 | 國慶盃            | 124        | 韋達       | 1/14      | 1:21.23 | 3/4      | （厚利多）       |
| 26/10/2008 | 沙田   | 草1600 | HKG3 | 沙田錦標          | 122        | 韋達       | 7/14      | 1:35.20 | 3        | 爆冷             |
| 1/1/2009   | 沙田   | 草1400 | HKG3 | 華商會挑戰盃      | 133        | 潘頓       | 8/12      | 1:21.58 | 3-1/2    | 時尚風采         |
| 24/1/2009  | 沙田   | 草1600 | HKG1 | 董事盃            | 126        | 潘頓       | 2/12      | 1:33.58 | 3-3/4    | 好爸爸           |
| 15/3/2009  | 沙田   | 草1400 | HKG1 | 女皇銀禧紀念盃    | 126        | 潘頓       | 3/13      | 1:21.40 | 2-1/2    | 再領風騷         |
| 5/4/2009   | 沙田   | 草1600 | HKG2 | 主席錦標          | 123        | 潘頓       | 2/12      | 1:33.84 | 1-1/4    | 再豐裕           |
| 26/4/2009  | 沙田   | 草1600 | G1   | 冠軍一哩賽        | 126        | 潘頓       | 10/11     | 1:35.48 | 3-1/4    | 勝眼光           |
| 1/10/2009  | 沙田   | 草1400 | HKG3 | 國慶盃            | 122        | 梁家俊     | 2/13      | 1:21.66 | 短馬頭   | 再領風騷         |
| 25/10/2009 | 沙田   | 草1600 | HKG3 | 沙田錦標          | 122        | 梁家俊     | 6/14      | 1:35.16 | 1-1/2    | 包裝大師         |
| 22/10/2009 | 沙田   | 草1600 | HKG2 | 香港一哩錦標預賽  | 123        | 潘頓       | 1/10      | 1:34.67 | 3/4      | （勝眼光）       |
| 13/12/2009 | 沙田   | 草1600 | G1   | 香港一哩錦標      | 126        | 潘頓       | 3/14      | 1:34.77 | 1        | 好爸爸           |
| 31/1/2010  | 沙田   | 草1600 | HKG1 | 董事盃            | 126        | 潘頓       | 1/12      | 1:33.96 | 頭位     | （自由好）       |
| 34/3/2010  | 沙田   | 草1400 | HKG1 | 女皇銀禧紀念盃    | 126        | 潘頓       | 2/8       | 1:21.85 | 短馬頭   | 鳥語花香         |
| 25/4/2010  | 沙田   | 草1600 | G1   | 冠軍一哩賽        | 126        | 潘頓       | 2/12      | 1:33.80 | 3/4      | 步步穩           |
| 6/6/2010   | 東京   | 草1600 | GI   | 安田紀念賽        | 58公斤     | 潘頓       | 9/18      | 1:32.5  | 5        | 昭和革新         |
| 1/10/2010  | 沙田   | 草1400 | HKG3 | 國慶盃            | 129        | 潘頓       | 6/14      | 1:21.55 | 7        | 天久             |
| 24/10/2010 | 沙田   | 草1600 | HKG3 | 沙田錦標          | 129        | 潘頓       | 4/14      | 1:33.73 | 1        | 自由好           |
| 21/11/2010 | 沙田   | 草1600 | G2   | 馬會一哩錦標      | 128        | 潘頓       | 11/12     | 1:35.65 | 8        | 步步穩           |
| 12/12/2010 | 沙田   | 草1600 | G1   | 香港一哩錦標      | 126        | 潘頓       | 11/13     | 1.35.47 | 4-1/4    | 締造美麗         |
| 30/1/2011  | 沙田   | 草1600 | HKG1 | 董事盃            | 126        | 卓利       | 9/12      | 1.35.58 | 5        | 締造美麗         |
| 6/3/2011   | 沙田   | 草1400 | HKG1 | 女皇銀禧紀念盃    | 126        | 潘頓       | 9/10      | 1.22.50 | 4-3/4    | 締造美麗         |
| 3/4/2011   | 沙田   | 草1600 | HKG2 | 主席錦標          | 123        | 潘頓       | 5/12      | 1:35.11 | 3-3/4    | 勁飛寶           |
| 19/6/2011  | 沙田   | 草1400 | HKG3 | 精英盃            | 120        | 潘頓       | 8/10      | 1:21.73 | 6        | 川河勁駒         |

- 紐西蘭官方使用賽事負重單位為公斤。

## 血統背景
父系O'Reilly是一頭紐西蘭出生馬匹，在紐六戰四冠，配種生涯成績優異，誕下多頭分級賽冠軍，當中以短途及一哩表現最佳。是香港近年勝出最多場數的父系馬。母系MysticalFlight，出自Danzalion，友誼至上是牠的首胎，曾在紐西蘭1600米及1800米賽事中上名各一。

## 外部連結
- 香港賽馬會（页面存档备份，存于）
- 血統表（页面存档备份，存于）